# Moisés Lima Magalhães
Moisés Lima Magalhães, meglio noto solo come Moisés (Belo Horizonte, 7 marzo 1988), è un ex calciatore brasiliano, di ruolo centrocampista.

## Carriera

### Club
Nato a Belo Horizonte, comincia la sua carriera nell'América Mineiro, squadra della sua città, ma viene mandato più volte in prestito.
Nel 2012 si trasferisce a titolo definitivo alla Portuguesa, il suo debutto in Brasileirão avviene il 6 giugno 2012 contro il Coritiba e dopo quattro giorni segna il suo primo gol contro l'Atletico Goianiense.
L'11 gennaio 2014 si trasferisce al Rijeka.

## Palmarès

### Club

#### Competizioni nazionali
- Supercoppa di Croazia: 1

Rijeka: 2014
- Campionato brasiliano: 2

Palmeiras: 2016, 2018
- Coppa di Cina: 3

Shandong Taishan: 2020, 2021, 2022
- Campionato cinese: 1

Shandong Taishan: 2021